# アデマール・ペレイラ・マリーニョ
アデマール・ペレイラ・マリーニョ（ポルトガル語: Ademar Pereira Marinho、1954年3月23日 - ）は、ブラジル・ミナスジェライス州ベロオリゾンテ出身の元サッカー選手、サッカーおよびフットサル指導者。解説者及び通訳。

## 経歴

### ブラジル・クルゼイロから日本へ
ベロオリゾンテで生まれた。アトレチコ・ミネイロのファンでありながら、15歳でライバルチームであるクルゼイロの入団テストに合格、18歳でプロ契約を果たす。
その後、ミナス・ジェライス連邦大学を経て、1975年に札幌大学に留学生として来日。サッカー部に所属して大学選手権などで活躍した。

### フジタ工業時代
1976年、フジタ工業に入社してサッカー部（現：湘南ベルマーレ）に入部。ゲームメーカーとして、日本サッカーリーグ（JSL）（1977年、1979年）、天皇杯（1977年、1979年）制覇に貢献した。
1980年と1981年には、ブラジル人仲間のセルジオ越後と共に、「さわやかサッカー教室」（現・アクエリアスサッカークリニック）のコーチとして、少年サッカーの普及に携わる。

### 日産時代
1982年、監督の加茂周に請われて4年振りに日本リーグ復帰し日産自動車サッカー部（横浜F・マリノスの前身）に入部。入部1年目は「さわやかサッカー教室」での指導がプロ活動とみなされ公式戦の出場はできなかった。
しかし翌1983年からは、若手の多かったチームの模範、まとめ役として、金田喜稔、木村和司、水沼貴史、柱谷幸一らと共に日産の黄金時代の基礎を築き、2度の天皇杯優勝（1983年、1985年）に貢献。1987年に現役引退するまで通算成績は137試合出場、50得点を記録し、まさにチームの柱として黄金時代を築いた。

### サッカー解説者・日本代表フットサル監督など
1994年に日本代表監督に就任したパウロ・ロベルト・ファルカンの通訳として再来日。その後、サッカー解説者を務める傍ら、フットサルの普及に力を注ぎ、1999年と2000年にはフットサル日本代表監督を務めた。芸能人女子フットサルチームFANTASISTAの監督でもあった。

### 現在
2006年5月発売の『スフィアリーグ公式フットサル基礎トレーニングDVD』（hachama）ではインストラクター・解説を担当している。日本語のサッカーおよびフットサルの技術解説及び指導本を多数出版しており、現在は日本でサッカー指導者として活躍している。

## プレースタイル
中盤を広く動くプレーメーカーとしてゲームを組み立てた。

## プライベート
- 2021年現在は東京都に在住。
- 日本語が流暢。

## 所属クラブ
- クルゼイロEC
- 1975年  札幌大学
- 1976年 - 1979年  フジタ工業
- 1982年 - 1987年  日産自動車（1982年は上記の理由から公式には登録せず）

## 個人成績
| 国内大会個人成績 | 国内大会個人成績 | 国内大会個人成績 | 国内大会個人成績 | 国内大会個人成績             | 国内大会個人成績           | 国内大会個人成績 | 国内大会個人成績 | 国内大会個人成績 | 国内大会個人成績 | 国内大会個人成績 | 国内大会個人成績 |
| 年度             | クラブ           | 背番号           | リーグ           | リーグ戦                     | リーグ戦                   | リーグ杯         | リーグ杯         | オープン杯       | オープン杯       | 期間通算         | 期間通算         |
| 年度             | クラブ           | 背番号           | リーグ           | 出場                         | 得点                       | 出場             | 得点             | 出場             | 得点             | 出場             | 得点             |
| 日本             | 日本             | 日本             | 日本             | リーグ戦                     | リーグ戦                   | JSL杯            | JSL杯            | 天皇杯           | 天皇杯           | 期間通算         | 期間通算         |
| ---------------- | ---------------- | ---------------- | ---------------- | ---------------------------- | -------------------------- | ---------------- | ---------------- | ---------------- | ---------------- | ---------------- | ---------------- |
| 1976             | フジタ           | 28               | JSL1部           | 18                           | 5                          |                  |                  |                  |                  |                  |                  |
| 1977             | フジタ           | 28               | JSL1部           | 15                           | 18                         |                  |                  |                  |                  |                  |                  |
| 1978             | フジタ           | 28               | JSL1部           | 17                           | 5                          |                  |                  |                  |                  |                  |                  |
| 1979             | フジタ           | 28               | JSL1部           | 15                           | 3                          | 0                | 0                | 4                | 2                | 19               | 5                |
| 1983             | 日産             | 6                | JSL1部           | 14                           | 5                          | 4                | 0                | 5                | 1                | 23               | 6                |
| 1984             | 日産             | 28               | JSL1部           | 15                           | 7                          | 2                | 0                | 4                | 0                | 21               | 7                |
| 1985             | 日産             | 28               | JSL1部           | 21                           | 0                          | 4                | 0                | 5                | 1                | 30               | 1                |
| 1986-87          | 日産             | 8                | JSL1部           | 22                           | 7                          | 5                | 1                | 4                | 2                | 31               | 10               |
| 通算             | 日本             | 日本             | JSL1部           | 137                          | 50\|\|\|\|\|\|\|\|\|\|\|\| |                  |                  |                  |                  |                  |                  |
| 総通算           | 総通算           | 総通算           | 総通算           | \|\|\|\|\|\|\|\|\|\|\|\|\|\| |                            |                  |                  |                  |                  |                  |                  |

・JSL東西対抗戦　3回出場（1979年、1980年、1981年）

## 個人タイトル
- JSLベストイレブン　2回（1977年、1979年）

## 出演番組
- カンピオナート・ブラジレイロ (J SPORTS) 解説
- コパ・リベルタドーレス（J SPORTS）解説
- コパ・スダメリカーナ（日テレG+）解説
- FIFAフットサルワールドカップ （フジテレビ739) 解説
- Fリーグ 解説
- Foot!（J SPORTS）コメンテーター（2005-06シーズンレギュラーを皮切りにゲストコメンテイターとして登場。2012-13年度シーズンは、木曜日の南アメリカ特集のシリーズで、亘崇詞ともども準レギュラー的に出場している）